# Balkan Cup w biegach narciarskich 2025
Balkan Cup w biegach narciarskich 2025 – kolejna edycja tego cyklu zawodów. Rywalizacja rozpoczęła się 12 stycznia 2025 r. w północnomacedońskim Mawrowie, a zakończyła 16 marca 2025 r. w bułgarskim Bansku.
Obrońcami tytułów byli: Chorwatka Tena Hadžić oraz Bułgar Daniel Peszkow.
Nowymi zdobywcami pucharu zostali: Serbka Anja Ilić oraz Bośniak Strahinja Erić.

## Kalendarz i wyniki

### Kobiety
| Lp. | Data             | Miejscowość              | Dystans                          | 1. miejsce         | 2. miejsce        | 3. miejsce         |
| --- | ---------------- | ------------------------ | -------------------------------- | ------------------ | ----------------- | ------------------ |
| 1.  | 12 stycznia 2025 | Mawrowo                  | 5 km s. dowolnym                 | Anja Ilić          | Sara Plakalović   | Ana Cwetanowska    |
|     | 13 stycznia 2025 | Mawrowo                  | 10 km s. dowolnym (start masowy) | Odwołano           | Odwołano          | Odwołano           |
|     | 20 stycznia 2025 | Zlatibor                 | Sprint s. klasycznym (1.4 km)    | Odwołano           | Odwołano          | Odwołano           |
|     | 21 stycznia 2025 | Zlatibor                 | 5 km s. dowolnym                 | Odwołano           | Odwołano          | Odwołano           |
| 2.  | 25 stycznia 2025 | Ravna Gora               | 5 km s. klasycznym               | Anja Ilić          | Nefeli Tita       | Nives Baričevac    |
| 3.  | 26 stycznia 2025 | Ravna Gora               | 5 km s. klasycznym               | Anja Ilić          | Boglárka Páll     | Nefeli Tita        |
| 4.  | 30 stycznia 2025 | 3-5 Pigadia              | 5 km s. klasycznym               | Anja Ilić          | Boglárka Páll     | Nefeli Tita        |
| 5.  | 31 stycznia 2025 | 3-5 Pigadia              | 5 km s. dowolnym                 | Anja Ilić          | Boglárka Páll     | Ana Cwetanowska    |
| 6.  | 1 lutego 2025    | 3-5 Pigadia              | 10 km s. dowolnym                | Anja Ilić          | Boglárka Páll     | Nefeli Tita        |
| 7.  | 15 marca 2025    | Bansko                   | 7.5 km s. klasycznym             | Kalina Nedjałkowa  | Marija Chinkowa   | Anja Ilić          |
| 8.  | 16 marca 2025    | Bansko                   | 10 km s. dowolnym                | Antonija Grigorowa | Kalina Nedjałkowa | Desisława Minczewa |
|     | 22 marca 2025    | Cheile Grădiştei-Fundata | 5 km s. dowolnym                 | Odwołano           | Odwołano          | Odwołano           |
|     | 23 marca 2025    | Cheile Grădiştei-Fundata | 5 km s. klasycznym               | Odwołano           | Odwołano          | Odwołano           |
|     | 25 marca 2025    | Dvorišta-Pale            | 5 km s. dowolnym                 | Odwołano           | Odwołano          | Odwołano           |
|     | 26 marca 2025    | Dvorišta-Pale            | 5 km s. dowolnym                 | Odwołano           | Odwołano          | Odwołano           |

### Mężczyźni
| Lp. | Data             | Miejscowość              | Dystans                          | 1. miejsce          | 2. miejsce        | 3. miejsce          |
| --- | ---------------- | ------------------------ | -------------------------------- | ------------------- | ----------------- | ------------------- |
| 1.  | 12 stycznia 2025 | Mawrowo                  | 10 km s. dowolnym                | Strahinja Erić      | Stawre Jada       | Andrija Tošić       |
|     | 13 stycznia 2025 | Mawrowo                  | 10 km s. dowolnym (start masowy) | Odwołano            | Odwołano          | Odwołano            |
|     | 20 stycznia 2025 | Zlatibor                 | Sprint s. klasycznym (1.4 km)    | Odwołano            | Odwołano          | Odwołano            |
|     | 21 stycznia 2025 | Zlatibor                 | 10 km s. dowolnym                | Odwołano            | Odwołano          | Odwołano            |
| 2.  | 25 stycznia 2025 | Ravna Gora               | 5 km s. klasycznym               | Miloš Milosavljević | Marko Skender     | Aleksandar Grbović  |
| 3.  | 26 stycznia 2025 | Ravna Gora               | 10 km s. klasycznym              | Miloš Milosavljević | Marko Skender     | Aleksandar Grbović  |
| 4.  | 30 stycznia 2025 | 3-5 Pigadia              | 5 km s. klasycznym               | Ștefan Gherghel     | Iosua Cojocaru    | Andrija Tošić       |
| 5.  | 31 stycznia 2025 | 3-5 Pigadia              | 5 km s. dowolnym                 | Strahinja Erić      | Apostolos Angelis | Ștefan Gherghel     |
| 6.  | 1 lutego 2025    | 3-5 Pigadia              | 10 km s. dowolnym                | Strahinja Erić      | Apostolos Angelis | Nikolaos Tsurekas   |
| 7.  | 15 marca 2025    | Bansko                   | 10 km s. klasycznym              | Mario Matikanow     | Daniel Peszkow    | Miloš Milosavljević |
| 8.  | 16 marca 2025    | Bansko                   | 10 km s. dowolnym                | Mario Matikanow     | Strahinja Erić    | Georgi Dżorgow      |
|     | 22 marca 2025    | Cheile Grădiştei-Fundata | 10 km s. dowolnym                | Odwołano            | Odwołano          | Odwołano            |
|     | 23 marca 2025    | Cheile Grădiştei-Fundata | 10 km s. klasycznym              | Odwołano            | Odwołano          | Odwołano            |
|     | 25 marca 2025    | Dvorišta-Pale            | 10 km s. dowolnym                | Odwołano            | Odwołano          | Odwołano            |
|     | 26 marca 2025    | Dvorišta-Pale            | 10 km s. dowolnym                | Odwołano            | Odwołano          | Odwołano            |

## Klasyfikacje
| Lp. | Zawodniczka       | Punkty |
| --- | ----------------- | ------ |
| 1.  | Anja Ilić         | 660    |
| 2.  | Boglárka Páll     | 360    |
| 3.  | Nefeli Tita       | 310    |
| 3.  | Ana Cwetanowska   | 310    |
| 5.  | Andreea Cotinghiu | 212    |
| 6.  | Kalina Nedjałkowa | 180    |
| 7.  | Christina Roza    | 166    |
| 8.  | Sara Plakalović   | 160    |
| 9.  | Vanja Tucović     | 144    |
| 10. | Marija Chinkowa   | 130    |

| Lp. | Zawodnik            | Punkty |
| --- | ------------------- | ------ |
| 1.  | Strahinja Erić      | 410    |
| 2.  | Miloš Milosavljević | 310    |
| 3.  | Ștefan Gherghel     | 296    |
| 4.  | Andrija Tošić       | 286    |
| 5.  | Apostolos Angelis   | 210    |
| 5.  | Joanis Karamichos   | 210    |
| 7.  | Aleksandar Grbović  | 205    |
| 8.  | Iosua Cojocaru      | 202    |
| 9.  | Mario Matikanow     | 200    |
| 10. | Marko Skender       | 160    |